# Vatica venulosa
Vatica venulosa este o specie de plante din familia Dipterocarpaceae. Se răspândește din Indonezia până în Malaezia. Planta este un arbore rășinos, cu scoarța gri, uneori cu striații inelare. Este o specie aflată în pericol iminent de dispariție din cauza pierderii habitatului.